# FC Helsingør
FC Helsingør is een Deense voetbalclub uit Helsingør, een stad in het noordoosten van de hoofdstedelijke regio. De club werd opgericht als Elite 3000 Fodbold toen op 1 augustus 2005 vijf clubs (Helsingør IF, Helsingør FC, Frem Hellebæk IF, Vapnagaard FK72 en Snekkersten IF) fuseerden. In 2012 werd de clubnaam gewijzigd in FC Helsingør, dat zijn thuisbasis heeft in het Helsingør Stadion. 

## Geschiedenis
Vanaf de oprichting bevond de voetbalvereniging zich in een opmars, al hoewel dat gestaag ging. In 2007 was Elite 3000 nog actief op het vijfde niveau, in 2015/2016 kwam men voor het eerst uit in de 1. Division, de tweede klasse. Het eindigde in het debuutseizoen in de middenmoot, het seizoen erop werd een derde plaats behaald dat recht gaf op promotie/degradatiewedstrijden. Het speelde in twee wedstrijden tegen Viborg FF voor promotie. De thuiswedstrijd eindigde in 1-1, terwijl de stand na negentig minuten in Viborg ook 1-1 aangaf. In de verlenging werd door beide clubs nog een keer gescoord, waardoor het kleine FC Helsingør vanwege de uitdoelpuntenregel naar de Superliga promoveerde. Na een seizoen degradeerden de blauw-witten direct weer terug naar de 1. Division, daarna volgde opnieuw degradatie.
Omdat het stadion van FC Helsingør niet voldeed aan de eisen van de Deense voetbalbond (DBU) voor wedstrijden in de 1. Division en de Superliga, werd een nieuw stadion gebouwd dat in 2019 in gebruik werd genomen. 

## Eindklasseringen
| 4 |

| 1 |

| 2 |

| 10 |

| 2 |

| 4 |

| 1 |

| 7 |

| 3 |

| 14 |

| 11 |

| 1 |

| 4 |

| 4 |

| 6 |

| 12 |

| 9 |

| Superligaen (Niv. 1) | 1. division (Niv. 2) | 2. Division (Niv. 3) | Niv. 4 |

## Bekende (oud-)spelers
- Stan van Bladeren